# 휴이 제닝스
휴 앰브로스 제닝스(Hugh Ambrose Jennings, 1869년 4월 2일 ~ 1928년 2월 1일)는 1891년부터 1925년까지 메이저 리그 베이스볼 선수이자 감독이다. 제닝스는 1894년, 1895년과 1896년 내셔널 리그의 챔피언십을 우승한 볼티모어 오리올스와 함께 타자와 유격수로서 둘다 지도적 선수였다. 그 3개의 시즌들 동안에 그는 355개의 타구한 득점과 .335, .386과 .401을 안타하였다. 제닝스는 본루에 오르는 데 투수에 의하여 안타하는 데 두려워하지 않은 성급하고 고집센 선수였다. 1896년 그는 51번이나 투구들에 의하여 안타되었으며 절대 깨지지 않은 메이저 리그 기록이었다. 크레이그 비지오(2007년에 은퇴)가 285개의 현재의 경력 기록을 보유하면서 제닝스는 또한 287개와 함께 투수들에 의하여 안타되는 데 경력 기록을 보유하기도 한다. 그는 또한 1899년과 1900년 내셔널 리그 페넌트를 우승한 브루클린 수퍼바스에서 활약하기도 하였다. 1907년부터 1920년까지 제닝스는 자신의 화려한 익살, 야유, 휘파람과 3루 코치 자리로부터 "Ee-Yah"라는 자신의 유명한 환성으로 알려진 디트로이트 타이거스의 감독이었다. 1925년 메이저 리그 베이스볼을 떠나는 데 자신을 강요한 1925년 신경 쇠약을 겪었다. 1928년 사망하고 1945년 사후에 야구 명예의 전당으로 헌액되었다.

## 초기 세월
펜실베이니아주 피츠턴에서 태어난 제닝스는 1851년 거기에 도착한 아일랜드 이민자 제임스와 노라의 아들이었다.
제닝스는 지방 무연탄 탄광에서 파쇄자로 일하였다. 그는 1890년 리하이턴에서 세미프로 야구 팀을 위한 유격수로 활약하는 주의를 끌어들였다. 그는 아메리칸 어소시에이션의 루이빌 커늘스에 의하여 계약이 맺어졌다. 그는 1892년 자신들이 내셔널 리그에 가입할 때 커늘스와 머물었고, 1893년 6월 7일 볼티모어 오리올스로 이적되었다.

## 볼티모어 오리올스:1893 ~ 1899

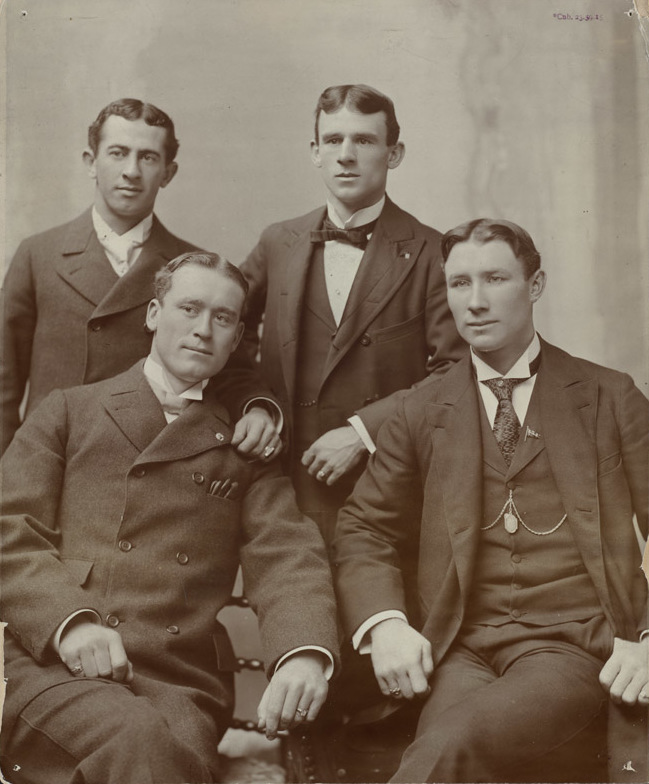
볼티모어 오리올스의 명예의 전당 선수들 - 좌로부터 윌리 킬러, 조 켈리, 존 맥그로와 제닝스 (1894년)

제닝스는 7개의 시즌들의 일부들을 위하여 오리올스와 활약하였고 볼티모어에서 자신의 세월 동안에 스타가 되었다. 1894년, 1895년과 1896년의 볼티모어 오리올스 팀은 사상 거대한 팀들 중의 하나로 여겨졌다. 팀은 명예의 전당 감독 네드 핸런과 6명의 훗날의 명예의 전당 헌액자들 - 1루수 댄 브루서스, 2루수 존 맥그로, 유격수 제닝스, 포수 윌버트 로빈슨, 우익수 윌리 킬러와 좌익수 조 켈리를 주연시켰다. 그 전부의 위대한 선수들의 한복판에 제닝스는 팀과 함께 자신의 첫 전임 시즌 1894년에 팀의 주장으로 임명되었다.
오리올스의 챔피언십 세월 동안에 제닝스는 메이저 리그 유격수에 의한 어떤 최고 시즌들을 가졌다. 1895년 그는 .386을 타구하고, 159개의 득점을 매기고, 204개의 안타를 수집하고, 53번이나 도루하였다. 1896년 자신이 209개의 안타, 121개의 타점과 70개의 도루와 함께 .401을 타구하면서 그의 상연은 더욱 낳아졌다.
성급한 제닝스는 또한 자신의 시기의 가장 무서워하지 않는 선수들 중의 하나로 알려져 아무 다른 선수보다 더많은 투구들에 의하여 안타되는 데 자신을 허용하였다. 1896년 그는 아직도 존속되고 있는 메이저 리그 기록인 51번이나 투구들에 의하여 안타되었다. 1894년부터 1898년까지 오리올스와 함께 5개만의 시즌들에서 제닝스는 전례가 없는 202번이나 투구들에 의하여 안타되었다. 1개의 경기가 열리는 동안에 제닝스는 3번째 이닝에서 애머스 루시로부터 투구에 의하여 머리를 맞았으나 경기를 용케 끝냈다. 경기가 끝나자 마자 제닝스는 쓰러지고 3일 동안 의식을 잃었다.
제닝스는 또한 시기의 최고 수비 유격수들 중의 하나이기도 하였다. 그는 수비율과 척살에서 각각 3번씩 내셔널 리그를 이끌었다. 그는 자신의 전성기 동안에 싱글 시즌들에서 537개의 보살과 425개의 척살 만큼 많이 가졌다. 그의 425개의 척살은 유격수를 위한 싱글 시즌 기록을 위하여 도니 부시와 동점을 매겼다. 1895년 그는 그해에 유격수들을 위한 리그 평균(5.54)보다 1.19 포인트 높은 6.73의 경력의 높은 범위율을 가졌다. 그는 한번 경기에서 20개의 기회들을 다루었고 다른 경우에 경기에서 10개의 보살을 가졌다. 1898년 그는 자신의 팔을 중축하여 유격수로서 그의 경력은 종말에 다가왔다. 그후에 제닝스는 1루수로 옮기는 데 강요되었다.

## 브루클린 수퍼바스와 필라델피아 필리스:1899 ~ 1903
1899년 네드 핸런 감독이 브루클린 수퍼바스로 옮길 때 제닝스, 조 켈리와 윌리 킬러를 포함한 그의 몇몇의 스타 선수들이 따라졌다. 1898년 자신의 팔에 부상을 입은 후, 제닝스는 절대 똑같지 않았던 동안에 그는 1899년과 1900년 브루클린의 내셔널 리그 페넌트를 이끄는 데 공헌하였다.
1901년 제닝스는 필라델피아 필리스로 이적되었다. 하지만 필리스와 함께 자신이 82개 이상의 경기들에 활약하지 않거나 2개의 시즌들에서 .272 위로 타구하면서 그의 실패한 무장이 그의 경력을 짧게 하였다. 제닝스는 1903년 수퍼바스와 함께 6개의 경기들을 활약하여 디트로이트 타이거스의 감독으로서 자신의 재직 중에 9개의 타수의 제외와 함께 효과적으로 자신의 선수 경력을 끝냈다.

## 코넬 대학교 법학대학원과 한산기의 법률 개업
1890년대에 오리올스를 위하여 활약하는 동안에 제닝스와 존 맥그로는 둘다 세인트보나벤처 대학교에서 수학하였다. 1899년 시즌 이후에 제닝스는 코넬 대학교 법학대학원으로 받아들여졌다. 그는 법률을 공부하는 동안에 코넬 야구 팀을 감독하였고, 감독이 되는데 잘 어울린 결론이 내려졌다. 코넬 대학교에서 수학하는 동안에 제닝스는 거기엇 피 델타 세타(Phi Delta Theta)에 가입하였다. 제닝스는 오리올스를 감독하는 데 자신이 캠퍼스를 떠날 때 1904년의 봄까지 지속적으로 장학생-선수로 활약하였다. 코넬에서 자신의 법학 학위를 끝마치지 않았어도 제닝스는 1905년 메릴랜드 법정 시험을 통과하여 법률 개업을 시작하였다. 그는 자신의 야구 경력의 나머지를 통하여 한산기 동안에 자신의 법률 개업에서 지속적으로 일하였다.

## "Ee-Yah"의 세월들:1907 ~ 1920

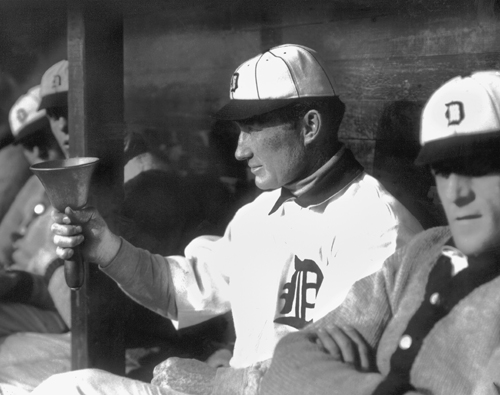
타이거스의 더그아웃에서 벨과 함께

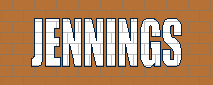
제닝스는 2000년 디트로이트 타이거스의 영구 결번들을 따라 명예가 주어졌다.

1907년 제닝스는 훗날의 명예의 전당 헌액자 타이 코브와 샘 크러퍼드를 포함하였던 재능적 디트로이트 타이거스의 감독으로서 기용되었다. 제닝스는 1907년, 1908년과 1909년에 타이거스를 3개의 연속적 아메리칸 리그 페넌트로 이끌었다. 하지만 제닝스의 팀은 1907년과 1908년 월드 시리즈에서 시카고 컵스에게, 1909년 시리즈에서 호너스 와그너의 피츠버그 파이리츠에게 패하였다. 제닝스는 자신의 팀이 다른 페넌트를 전혀 우승하지 않았어도 1920년 시즌을 통하여 지속적으로 타이거스를 감독하였다.
타이거스의 감독으로서 자신의 세월 동안에 제닝스는 자신의 "Ee-Yah"라는 환성과 다른 휘파람, 경적, 선회, 지그 등을 다양하게 포함한 3루 코치 자리에서 대부분 일어난 자신의 익살들로 유명하였다. "Ee-Yah" 환성은 그의 트레이드마크가 되었고 자신의 머리 위에 양팔의 기복과 자신의 오른쪽 무릎의 날카로운 승진과 함께 동행되었다. 1907년 그는 하찮은 휘파람과 함께 상대들을 조롱한 이유로 정직당하였다. "Ee-Yah" 환성은 지속되었고 제닝스가 휴이 "Ee-Yah" 제닝스로 알려지게 된 이러한 트레이드마크가 되었고, 타이거스 팬들은 제닝이 필드에 나올 때 똑같이 환성을 지르려고 하였다.
익살들의 뒤로는 위대한 코치 마음이었다. 코니 맥은 존 맥그로, 조 매카시와 더불어 제닝스를 역사상 3명의 거대한 감독들 중의 하나로 불렀다. 타이거스와 함께 자신의 헤월 동안에 자신의 거대한 도전들과 성취들 중의 하나는 다루기 힘든 타이 코브를 감독하는 것이었다. 제닝스는 코브의 재능과 그의 복잡한 심리적인 구성을 인정하였고 코브가 코브가 되려고 한 최고의 전략에 결론을 내렸다.
1912년 정규 팀이 코브가 구타한 팬에 연루된 사건 후에 코브의 정직에 항의하는 데 파업으로 갔을 때 타이거스를 위하여 픽업이 활약된 경기가 열리는 동안에 또한 자신의 코치들을 대리 선수들로 보낸 제닝스는 한번 대타자로서 직접 방망이에 왔다.
제닝스가 성급하고, 고집이 세고, 화려하고 더욱 괴벽스러운 동안에 그는 자신이 항상 경기를 정직하게 활약하였다고 주장하였다. 제닝스가 감독인 동안에 타이거스와 클리블랜드 인디언스 사이에 1919년의 경기를 코브와 트리스 스피커가 고쳤는지 근심을 가진 1926년에 스캔들이 오를 때 제닝스는 시초적으로 경기를 고치는 데 얼마나 쉬운가에 대하여 연설하였고 뚜렷한 경기에 아무런 소감을 남기지 않았다. 1920년 시즌 후에 제닝스는 타이거스의 감독으로서 사직하였다. 그의 1131개의 우승은 1992년 스파키 앤더슨이 그를 통과할 때까지 타이거스 역사상 가장 많은 우승이었다.

## 뉴욕 자이언츠:1921 ~ 1925
제닝스는 뉴욕 자이언츠를 감독하고 있던 자신의 옛 친구 존 맥그로와 함께 코치로서 계약을 맺었다. 제닝스와 오리올스에 동료 선수들로서 만났던 맥그로는 가까운 친구가 되었다. 제닝스는 맥그로의 결혼식에 신랑 들러리였고 1899년 맥그로의 23세 부인의 사망에 이어 관을 드는 사람이었다. 맥그로와 제닝스는 자신들의 생일들에 1년 후, 재결합의 해를 공개적으로 개최하였다.
제닝스는 코치로서 1921년과 1922년 2개의 월드 시리즈를 우승하였다. 맥그로가 병들 때 제닝스는 1924년과 1925년의 일부들을 위하여 자이언츠의 감독으로서 대역을 하였다. 그의 전체의 감독 기록은 1184승 995패였다.

## 비참한 사고들의 일생
제닝스의 일생은 몇몇의 비참한 사고들과 함께 채워졌다. 3일 동안 그를 의식이 잃게 놔둔 필라델피아에서 머리 사고가 있었다. 코넬 대학교에서 수학하는 동안에 그는 밤에 비어진 수영장으로 거꾸로 뛰어들어 자신의 두개골이 부러졌다. 1911년 12월 제닝스는 한산기의 자동차 사고 이후에 죽을 뻔하였다. 팬들에 의하여 주어진 차를 운전하는 동안에 제닝스의 차는 스크랜턴의 남동부로 23 마일 떨어진 굴즈보로 근처의 리하이 강에 놓인 다리를 건너는 동안에 뒤집어졌다. 충돌에서 제닝스는 또다시 자신의 두개골이 부러져 뇌의 진동을 겪었고, 양다리와 왼쪽 팔이 부러졌다. 사고가 일어난지 며칠 동안에 만약 제닝스가 생존할 지 의사들은 확실하지 못하였다.
육체적 공격과 머리로 타격들이 의심할 여지없이 자신들의 손해를 가져갔다. 1925년 시즌 동안에 맥그로가 병이 들고 제닝스가 자이언츠의 전임적 책임에 놓여졌다. 팀은 2위를 하였고, 시즌이 끝날 때 신경 쇠약을 겪은 제닝스와 함께 긴장이 잡혔다. 그의 사망 약력에 의하면 제닝스는 자신의 컨디션으로 인하여 1926년 봄 훈련으로 보고되지 못하였다. 제닝스는 노스캐롤라이나주 애슈빌에 있는 윈야 요양소로 퇴직하였다. 그는 스크랜턴에 있는 집으로 돌아와 자신의 시간을 거의 포코노 산맥에서 만회하는 데 보냈다. 1928년 초순에 제닝스는 스크랜턴에서 58세의 나이에 수막염으로 사망하였다.
제닝스는 선수로서 1945년 야구 명예의 전당에 헌액되었다.

## 참조
- (영어) 휴이 제닝스 - 미국 야구 명예의 전당
- (영어) 경력 통계와 선수 정보 - Baseball Reference, or Fangraphs, or Baseball Reference (Minors)Baseball-Reference (Minors)
- (영어) 휴이 제닝스 감독 경력 통계 - Baseball-Reference.com